# Geschiedenis van Bosnië en Herzegovina
Dit artikel gaat over de geschiedenis van Bosnië en Herzegovina.

## Prehistorie tot middeleeuwen
Lang voor onze huidige jaartelling werd de westelijke Balkan (waaronder Bosnië en Herzegovina) bewoond door Illyrische volkeren en Kelten. Deze stammen zouden gemengd onder elkaar geleefd hebben. Ze zouden voorafgegaan zijn door Grieken alhoewel dit niet helemaal zeker is. Later werd de westelijke Balkan ook bewoond door Romeinen, Goten en Germaanse volkeren. De oostelijke Balkan werd een tijdje onder de voet gelopen door de Hunnen. Dit gebeurde allemaal vóór de Slavische expansie naar de Balkan.
Na het eerste millennium hebben een aantal volkeren op de Balkan een eigen staat gesticht. De Slavische Bosniakken noemden hun staat naar de bovenloop van de aldaar stromende rivier de Bosna (Banaat Bosnië); zij hadden in de middeleeuwen een qua leer en organisatie enigszins van de Oosters Orthodoxe Kerk afwijkende "Bosnische Kerk" die na de verovering door de Turken ophield te bestaan. De westelijke Balkan bestond veelal uit katholieken en de oostelijke uit orthodoxe gelovigen). Eind veertiende, begin de vijftiende eeuw kwamen de Turken via Bulgarije naar het noordwesten en rukten razendsnel op. Een gevolg hiervan was de Slag op het Merelveld in 1389.
Het Koninkrijk Bosnië zelf werd pas in 1463 door de Turken veroverd. Stjepan Vukčić Kosača, vazal van de Bosnische koning, nam de titel hertog aan over het gebied dat hij bestuurde, en de naam Herzegovina (hertogdom) kreeg; dit gebied werd door de Osmanen veroverd in 1465.

## Nieuwe tijd

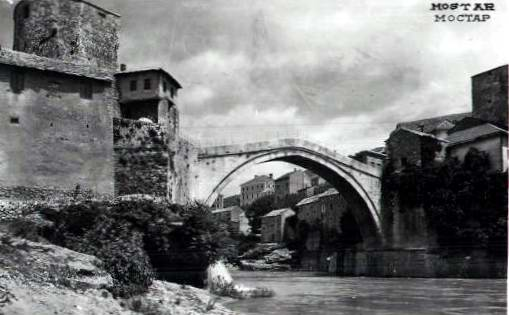
Ottomaans architectuur: de Oude Brug in Mostar.

De eeuwen daarna, tot 1913 werd de Balkan overheerst door de Turken. Zij lieten een enorme invloed achter op de Balkan, op het gebied van taal, religie, klederdracht, keuken en architectuur.
In de meeste landen die ze veroverden, Servië, koninkrijk Bosnië, Kroatië, Macedonië, Albanië, Bulgarije, en andere, nam geleidelijk een deel van de lokale bevolking de islam over. In de 19e eeuw werden deze, veelal autochtone moslims, verdreven uit de meeste van de genoemde landen.
In Bosnië en Herzegovina, waar zich sinds de middeleeuwen vele godsdiensten ontwikkelden (katholicisme, orthodoxe christendom, jodendom en 'de Bosnische kerk') en met de komst van de Turken, ook de islam, leefde men echter vredig naast elkaar. De wederzijdse tolerantie was een van de kenmerken van de Bosnische bevolking die ook wel 'de goede Bosniërs' (dobri Bošnjaci) werden genoemd.
Een van de meest bekende personen uit de Bosnische geschiedenis was Husein Gradaščević, of de Draak van Bosnië. Deze landheer uit Gradačac in Noord Bosnië probeerde met zijn leger van Bosnische christenen en Bosnische moslims in 1831 gezamenlijk de Turken te verdrijven en het land te bevrijden. In juli 1831 lukte het Husein om het Turkse leger te verslaan in Kosovo en op 12 september 1831 riep hij in Sarajevo de Bosnische autonomie uit. Echter, in mei 1832 zijn de Bosniërs alsnog verslagen in een slag bij Sarajevo. Husein Gradaščević werd gevangengenomen en overleed onder verdachte omstandigheden in augustus 1834 in een gevangenis in Istanboel.
In 1878, tijdens het Congres van Berlijn werd Bosnië en Herzegovina toebedeeld aan Oostenrijk-Hongarije. Hierdoor begon in 1878 het Oostenrijks-Hongaarse bestuur van Bosnië en Herzegovina, dat duurde tot 1918.
Een nog bekendere persoon uit de Bosnische geschiedenis was Gavrilo Princip. Princip was lid van de Servische beweging De Zwarte Hand, die Bosnië en Herzegovina wilde verlossen van de heerschappij van het Oostenrijks-Hongaarse Rijk en zich wilde aansluiten bij de Serviërs. In de zomer van 1914 reed de kroonprins van Oostenrijk-Hongarije, Franz Ferdinand, met zijn vrouw Sophie door de provinciehoofdstad Sarajevo. Princip kwam het paar tegen en greep zijn kans om een aanslag te plegen. Princip schoot zijn pistool leeg op de open auto en zowel de kroonprins als zijn vrouw stierven. Na deze gebeurtenis verklaarde Oostenrijk-Hongarije de oorlog aan Servië. Princip werd gevangengenomen en kreeg levenslang. Zijn aanslag was de aanleiding voor het ontstaan van de Eerste Wereldoorlog.
Uiteindelijk werd Duitsland en het Oostenrijks-Hongaarse Rijk opgesplitst en werd Bosnië en Herzegovina onafhankelijk verklaard van Oostenrijk-Hongarije. Bosnië en Herzegovina behoorde vanaf 1918 tot het Koninkrijk van Serven, Kroaten en Slovenen, dat in 1929 zijn naam veranderde in Koninkrijk Joegoslavië.

## Vanaf de Tweede Wereldoorlog
Vanaf 1945 tot 1992 was Bosnië en Herzegovina een van de zes republieken, die samen de Socialistische Federatieve Republiek Joegoslavië vormden. Tot 1980 stond Joegoslavië onder leiding van Tito. In die periode werd de nadruk gelegd op eenheid en broederschap tussen de verschillende religieuze en etnische groepen waaruit Joegoslavië bestond.
Na zijn dood in 1980 kwam het leiderschap van Joegoslavië in handen van een collectief staatspresidium. In de praktijk echter werkte dit systeem niet. Door een diepe economische crisis gedurende de jaren 80 en de val van de Berlijnse Muur, waardoor Joegoslavië in politieke zin zijn bijzondere positie tussen oost en west verloor, kwam er met de eenzijdige afscheiding van Slovenië en Kroatië in 1991 een eind aan de Federatieve Republiek Joegoslavië. Deze stap werd door de Servische regering in Belgrado echter niet geaccepteerd en leidde tot het begin van de oorlog tussen Kroatië en Servië.

## Bosnische Burgeroorlog
Deze ontwikkelingen leidden ertoe dat een oorlog ook onvermijdelijk was in Bosnië en Herzegovina, van oudsher de meest etnisch gemengde republiek binnen Joegoslavië. Terwijl een deel van Bosnische Kroaten en Bosnische Serviërs aansluiting zochten bij respectievelijk Zagreb en Belgrado, na de volksraadpleging (64% stemde voor onafhankelijkheid) riep de bosnische regering in Sarajevo in april 1992 de onafhankelijkheid uit van Bosnië en Herzegovina als zelfstandige staat.
Pas met het zogenaamde akkoorden van Dayton kwam er formeel in november 1995 een einde aan de bloedige oorlog in Bosnië en Herzegovina, die naar schatting aan 100 à 150-duizend mensen het leven heeft gekost.
Kenmerk van deze oorlog was het etnisch zuiveren van dorpen en steden door Bosnische-Serven en speciale eenheden uit Servië, waardoor honderdduizenden inwoners meestal met achterlating van alle bezittingen op de vlucht sloegen. Bij deze etnische zuiveringen, van voornamelijk Bosnische moslims door Bosnische-Serven en speciale eenheden uit Servië, zijn vele duizenden mensen vermoord, zoals in het meest beruchte voorbeeld van Srebrenica (juli 1995). Daarnaast werd in grote delen van het land de complete infrastructuur vernietigd zoals in  Sarajevo en Mostar.